# Świt Nowy Dwór Mazowiecki
El Świt Nowy Dwór Mazowiecki es un club de fútbol de la ciudad de Nowy Dwór Mazowiecki, en Polonia, fundado en 1935. Disputa sus partidos como local en el Estadio Municipal de Nowy Dwór Mazowiecki y actualmente milita en la III Liga, la cuarta categoría del fútbol polaco. Los colores tradicionales del Świt Nowy Dwór Mazowiecki son el verde y el blanco.